# Кентубецький сільський округ
Кентубе́цький сільський округ (каз. Кеңтүбек ауылдық округі, рос. Кентубекский сельский округ) — адміністративна одиниця у складі Майського району Павлодарської області Казахстану. Адміністративний центр — село Кентубек.
Населення — 926 осіб (2021; 1141 у 2009, 1614 у 1999, 2161 у 1989).
Станом на 1989 рік існувала Кентубецька сільська рада (села Кентубек, Ферма 1, Ферма 2, Ферма 3). Село Отділення № 2 було ліквідоване 2004 року.

## Склад
До складу округу входять такі населені пункти:
| Населений пункт     | Старі назви | Населення, осіб (1989) | Населення, осіб (1999) | Населення, осіб (2009) | Населення, осіб (2021) |
| ------------------- | ----------- | ---------------------- | ---------------------- | ---------------------- | ---------------------- |
| Кентубек, село      | -           | 1434                   | 1286                   | 1071                   | 864                    |
| Отділення № 2, село | Ферма 2     | 151                    | 23                     | -                      | -                      |
| Ферма 1, село       | -           | 300                    | 179                    | 48                     | 16                     |
| Ферма 3, село       | -           | 276                    | 220                    | 75                     | 46                     |